# Hội nghị Cairo

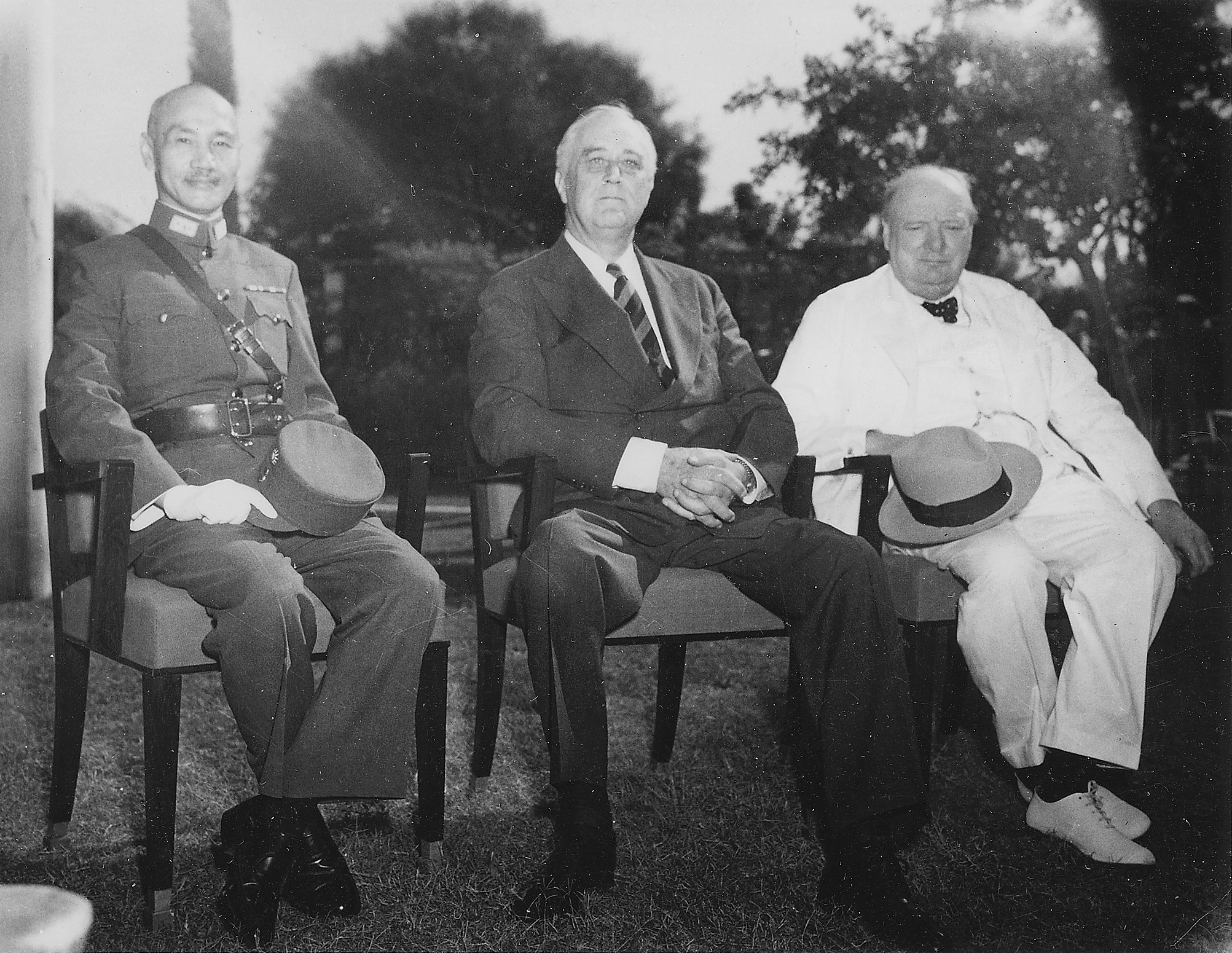
Tưởng Giới Thạch, Franklin D. Roosevelt, và Winston Churchill tại Hội nghị Cairo, ngày 25 tháng 11 năm 1943.

Hội nghị Cairo (mật danh Sextant) diễn ra từ ngày 22 đến 26 tháng 11 năm 1943 tại Cairo, Ai Cập. Hội nghị bàn luận về vị thế của Khối Đồng Minh trong cuộc kháng chiến chống Nhật Bản thời Chiến tranh thế giới thứ 2 và ra quyết định về châu Á sau cuộc chiến. Đến tham dự hội nghị này có tổng thống Hoa Kỳ Franklin D. Roosevelt, thủ tướng Anh Winston Churchill và tổng tư lệnh Trung Hoa Dân Quốc Tưởng Giới Thạch. Nhà lãnh đạo Liên Xô là Stalin từ chối tham dự vì lo ngại sự có mặt của Tưởng Giới Thạch tại hội nghị này sẽ kích động xung đột giữa Liên Xô và Nhật Bản. (Trước đó vào năm 1941, hai quốc gia từng đạt được thoả thuận không xâm phạm lẫn nhau trong thời hạn 5 năm thông qua ký kết Hiệp ước trung lập Xô-Nhật; nhờ đó mà vào năm 1943, tuy Nhật Bản đang trong tình trạng chiến tranh với Trung Quốc, Anh và Hoa Kỳ nhưng vẫn duy trì hoà bình với Liên Xô.)
Hội nghị Cairo được tổ chức tại nhà riêng của đại sứ Hoa Kỳ tại Ai Cập, ông Alexander Comstock Kirk, gần khu vực có các kim tự tháp.
Hai ngày sau, Stalin có cuộc gặp với Roosevelt và Churchill tại Tehran, Iran trong khuôn khổ Hội nghị Tehran.
Tuyên bố Cairo được ký vào ngày 27 tháng 11 năm 1943 và được phát trên sóng radio trong với tên gọi Bản tuyên cáo Cairo (Cairo Communiqué) vào ngày 1 tháng 12 năm 1943, nêu rõ ý định của Khối Đồng Minh về việc tiếp tục triển khai lực lượng quân sự cho đến khi nào Nhật Bản chịu đầu hàng vô điều kiện.